# Never Gone Tour
Never Gone Tour foi a sexta turnê musical do grupo estadunidense Backstreet Boys. A turnê foi lançada em apoio ao seu quinto álbum de estúdio, Never Gone (2005). Seu início ocorreu em 22 de julho de 2005 em West Palm Beach, Estados Unidos e foi encerrada em 2 de fevereiro de 2006 em Melbourne, Austrália, com um total de 81 concertos e uma receita estimada de US$ 49,5 milhões de dólares em 79 datas. 
Após a sua conclusão, o membro Kevin Richardson, anunciou oficialmente sua saída do Backstreet Boys, o que tornou a Never Gone Tour na ocasião, a última turnê com os cinco membros do grupo, até o retorno de Richardson em 2012.

## Atos de abertura
- The Click Five (América do Norte, em datas selecionadas)[3]
- Jonas Brothers (América do Norte, em datas selecionadas)[4]
- Kaci Brown (América do Norte, em datas selecionadas)[5]
- Seminole County (América do Norte, em datas selecionadas)[6]
- Jesse McCartney (Europa, em datas selecionadas)[7]
- Kate Alexa (Austrália)[8]
- Sonji (Alemanha)[9]

## Repertório
O repertório abaixo é representativo do concerto ocorrido em 26 de agosto de 2005 em Phoenix, Estados Unidos, não correspondendo necessariamente aos outros concertos da turnê.
Ato 1
1. "The Call"
2. "My Beautiful Woman"
3. "More than That"
4. "Climbing the Walls"
5. "Shape of My Heart"

- "Sequência em vídeo" (contém elementos de "Don't Want You Back")

Ato 2
1. "The One"
2. "I Still..."
3. "I Want It That Way"
4. "Show Me the Meaning of Being Lonely"
5. "Larger than Life"
6. "Siberia"

- "Sequência em vídeo" (contém elementos de "We've Got It Goin' On")

Ato 3
1. "All I Have to Give"
2. "As Long as You Love Me"
3. "I'll Never Break Your Heart"
4. "Just Want You to Know"
5. "Crawling Back to You"
6. "Drowning"
7. "Quit Playing Games (with My Heart)"

- "Sequência em vídeo" (contém elementos de "Never Gone")

Ato 4
1. "Weird World"
2. "Incomplete"

Bis
1. "Everybody (Backstreet's Back)"

## Datas da turnê
| Data                   | Cidade              | País             | Local                                  |
| América do Norte       | América do Norte    | América do Norte | América do Norte                       |
| ---------------------- | ------------------- | ---------------- | -------------------------------------- |
| 22 de julho de 2005    | West Palm Beach     | Estados Unidos   | Sound Advice Amphitheatre              |
| 23 de julho de 2005    | Tampa               | Estados Unidos   | Ford Amphitheatre                      |
| 24 de julho de 2005    | Duluth              | Estados Unidos   | The Arena at Gwinnett Center           |
| 26 de julho de 2005    | Cleveland           | Estados Unidos   | Tower City Amphitheater                |
| 27 de julho de 2005    | Nova York           | Estados Unidos   | Radio City Music Hall                  |
| 29 de julho de 2005    | Atlantic City       | Estados Unidos   | Borgata Event Center                   |
| 30 de julho de 2005    | Wantagh             | Estados Unidos   | Tommy Hilfiger at Jones Beach Theater  |
| 31 de julho de 2005    | Holmdel Township    | Estados Unidos   | PNC Bank Arts Center                   |
| 2 de agosto de 2005    | Toronto             | Canadá           | Molson Amphitheatre                    |
| 3 de agosto de 2005    | Clarkston           | Estados Unidos   | DTE Energy Music Theatre               |
| 4 de agosto de 2005    | Darien              | Estados Unidos   | Darien Lake Performing Arts Center     |
| 6 de agosto de 2005    | Bristow             | Estados Unidos   | Nissan Pavilion                        |
| 7 de agosto de 2005    | Saratoga Springs    | Estados Unidos   | Saratoga Performing Arts Center        |
| 9 de agosto de 2005    | Wallingford         | Estados Unidos   | Chevrolet Theatre                      |
| 10 de agosto de 2005   | Portland            | Estados Unidos   | Cumberland County Civic Center         |
| 12 de agosto de 2005   | Hershey             | Estados Unidos   | Star Pavilion                          |
| 13 de agosto de 2005   | Camden              | Estados Unidos   | Tweeter Center                         |
| 14 de agosto de 2005   | Mansfield           | Estados Unidos   | Tweeter Center for the Performing Arts |
| 16 de agosto de 2005   | Cincinnati          | Estados Unidos   | Riverbend Music Center                 |
| 17 de agosto de 2005   | Burgettstown        | Estados Unidos   | Post-Gazette Pavilion                  |
| 19 de agosto de 2005   | Chicago             | Estados Unidos   | Charter One Pavilion                   |
| 20 de agosto de 2005   | Minneapolis         | Estados Unidos   | U.S. Bank Theater                      |
| 21 de agosto de 2005   | Bonner Springs      | Estados Unidos   | Verizon Wireless Amphitheater          |
| 23 de agosto de 2005   | Loveland            | Estados Unidos   | Budweiser Events Center                |
| 25 de agosto de 2005   | Irvine              | Estados Unidos   | Verizon Wireless Amphitheatre          |
| 26 de agosto de 2005   | Phoenix             | Estados Unidos   | Dodge Theatre                          |
| 27 de agosto de 2005   | Las Vegas           | Estados Unidos   | Mandalay Bay Events Center             |
| 30 de agosto de 2005   | Concord             | Estados Unidos   | Chronicle Pavilion                     |
| 31 de agosto de 2005   | Wheatland           | Estados Unidos   | Sleep Train Amphitheatre               |
| 2 de setembro de 2005  | Ridgefield          | Estados Unidos   | The Amphitheater at Clark County       |
| 3 de setembro de 2005  | Vancouver           | Canadá           | General Motors Place                   |
| 4 de setembro de 2005  | Kelowna             | Canadá           | Prospera Place                         |
| 5 de setembro de 2005  | Calgary             | Canadá           | Pengrowth Saddledome                   |
| 7 de setembro de 2005  | Winnipeg            | Canadá           | MTS Centre                             |
| 10 de setembro de 2005 | Kitchener           | Canadá           | Kitchener Memorial Auditorium          |
| 11 de setembro de 2005 | London              | Canadá           | John Labatt Centre                     |
| 12 de setembro de 2005 | Ottawa              | Canadá           | Corel Centre                           |
| 13 de setembro de 2005 | Montreal            | Canadá           | Bell Centre                            |
| Europa                 |                     |                  |                                        |
| 28 de setembro de 2005 | Estocolmo           | Suécia           | Stockholm Globe Arena                  |
| 29 de setembro de 2005 | Oslo                | Noruega          | Oslo Spektrum                          |
| 2 de outubro de 2005   | Helsinki            | Finlândia        | Hartwall Areena                        |
| 4 de outubro de 2005   | Aalborg             | Dinamarca        | Gigantium                              |
| 5 de outubro de 2005   | Hamburgo            | Alemanha         | Color Line Arena                       |
| 6 de outubro de 2005   | Dresden             | Alemanha         | Messehalle                             |
| 8 de outubro de 2005   | Stuttgart           | Alemanha         | Hanns-Martin-Schleyer-Halle            |
| 9 de outubro de 2005   | Zurique             | Suíça            | Hallenstadion                          |
| 10 de outubro de 2005  | Milão               | Itália           | FilaForum                              |
| 12 de outubro de 2005  | Roterdã             | Países Baixos    | Sportpaleis                            |
| 13 de outubro de 2005  | Mannheim            | Alemanha         | SAP Arena                              |
| 14 de outubro de 2005  | Munique             | Alemanha         | Olympiahalle                           |
| 16 de outubro de 2005  | Berlim              | Alemanha         | Max-Schmeling-Halle                    |
| 17 de outubro de 2005  | Oberhausen          | Alemanha         | König Pilsener Arena                   |
| 18 de outubro de 2005  | Brussels            | Bélgica          | Forest National                        |
| 20 de outubro de 2005  | Londres             | Inglaterra       | Wembley Arena Pavilion                 |
| 21 de outubro de 2005  | Londres             | Inglaterra       | Wembley Arena Pavilion                 |
| 23 de outubro de 2005  | Dublin              | Irlanda          | Point Theatre                          |
| 25 de outubro de 2005  | Birmingham          | Inglaterra       | NEC Arena                              |
| 26 de outubro de 2005  | Manchester          | Inglaterra       | Manchester Evening News Arena          |
| 29 de outubro de 2005  | Hanover             | Alemanha         | TUI Arena                              |
| 30 de outubro de 2005  | Cologne             | Alemanha         | Kölnarena                              |
| 31 de outubro de 2005  | Friburgo            | Alemanha         | Messehalle                             |
| 2 de novembro de 2005  | Casalecchio di Reno | Itália           | PalaMalaguti                           |
| 4 de novembro de 2005  | Friedrichshafen     | Alemanha         | Messehalle                             |
| 5 de novembro de 2005  | Nuremberg           | Alemanha         | Messehalle                             |
| 8 de novembro de 2005  | Badalona            | Espanha          | Palau Municipal d'Esports              |
| 9 de novembro de 2005  | Madri               | Espanha          | Palacio de Deportes                    |
| 11 de novembro de 2005 | Lisboa              | Portugal         | Pavilhão Atlântico                     |
| Ásia                   |                     |                  |                                        |
| 7 de janeiro de 2006   | Tóquio              | Japão            | Tokyo Dome                             |
| 8 de janeiro de 2006   | Tóquio              | Japão            | Tokyo Dome                             |
| 10 de janeiro de 2006  | Nagoia              | Japão            | Nagoya Rainbow Hall                    |
| 12 de janeiro de 2006  | Osaka               | Japão            | Osaka Dome                             |
| 14 de janeiro de 2006  | Seul                | Coreia do Sul    | Olympic Gymnastics Arena               |
| 16 de janeiro de 2006  | Pequim              | China            | Capital Indoor Stadium                 |
| 18 de janeiro de 2006  | Xangai              | China            | Changning Arena                        |
| 20 de janeiro de 2006  | Quezon City         | Filipinas        | Araneta Coliseum                       |
| 22 de janeiro de 2006  | Bancoque            | Tailândia        | Impact Arena                           |
| 24 de janeiro de 2006  | Kallang             | Singapura        | Singapore Indoor Stadium               |
| Oceania                |                     |                  |                                        |
| 28 de janeiro de 2006  | Brisbane            | Austrália        | Brisbane Entertainment Centre          |
| 30 de janeiro de 2006  | Sydney              | Austrália        | Sydney Entertainment Centre            |
| 1 de fevereiro de 2006 | Adelaide            | Austrália        | Adelaide Entertainment Centre          |
| 2 de fevereiro de 2006 | Melbourne           | Austrália        | Rod Laver Arena                        |

### Faturamento
| Local                         | Cidade    | Ingressos vendidos / Disponíveis | Receita    |
| ----------------------------- | --------- | -------------------------------- | ---------- |
| Molson Amphitheatre           | Toronto   | 15,880 / 15,880 (100%)           | $577,006   |
| Bell Centre                   | Montreal  | 11,191 / 12,000 (93%)            | $563,801   |
| Point Theatre                 | Dublin    | 8,148 / 8,148 (100%)             | $405,384   |
| Brisbane Entertainment Centre | Brisbane  | 4,866 / 5,232 (93%)              | $314,608   |
| Sydney Entertainment Centre   | Sydney    | 9,000 / 9,000 (100%)             | $581,585   |
| Adelaide Entertainment Centre | Adelaide  | 4,689 / 6,500 (72%)              | $291,103   |
| Rod Laver Arena               | Melbourne | 11,000 / 11,000 (100%)           | $682,982   |
| Total                         | Total     | 64,774 / 67,760 (96%)            | $3,416,469 |